# NGC 6729
NGC 6729，也稱為科德韋爾68，是位於南冕座的一個反射/發射星雲。它是在1861年被約翰·弗里德里希·尤利烏斯·施密特發現的。
這個扇形的星雲從南冕座R朝著南冕座T向東南方向展開。南冕座R是在南冕座分子複合體的一顆前主序星，是在銀河系內接近恆星形成區的一顆恆星。

## 外部連結
- WikiSky上关于NGC 6729的内容：DSS2, SDSS, GALEX, IRAS, 氢α, X射线, 天文照片, 天图, 文章和图片